# Владислав-2004 (Джулюница)
ФК „Владислав-2004“ е футболен отбор от село Джулюница, община Лясковец, Великотърновска област, България.
Състезава се в „Б“ ОФГ Велико Търново-южна подгрупа .
Цветовете на отбора са червено и бяло.

## История
„Владислав“ е кръстен на Владислав III Ягело, крал на Полша, Унгария и Хърватия. Той заедно с Янош Хунияди оглавяват втория кръстоносен поход за освобождението на българските земи от Османската империя. Загива в битка на 10 ноември 1444 година край Варна и остава в историята като „Варненчик“. Няма данни той и войните му да са стъпвали в Джулюница, но е избран за патрон на отбора.
Стадионът на „Владислав“ е построен през 1954 година. Намира се непосредствено до входа на училището. Разполага с най-необходимите неща – терен, съблекалня, както и скромна трибуна с няколко реда седалки.
През 1961/62 се състезава в Северната зона, където завършва на 9-о място .
Най-големият успех е спечелването на „Републиканското първенство за селските физкултурни колективи“. В него отборът от Джулюница побеждава отборът на „Свобода“ (Чирпанско) с 1:0. Финалът се е състоял на 12 ноември 1950 година на стадион Народна армия в столицата. Така „Владислав“ става първия Селски първенец.

## Успехи
- Селско първенство:
  -  Шампион (1): 1950

### Последни 10 сезона
| Сезон     | Име       | Група                                | Място | Нац. Купа |
|           |           |                                      |       |           |
| 2008 – 09 | Владислав | „Б“ ОФГ Велико Търново               | 3     |           |
| 2009 – 10 | Владислав | „Б“ ОФГ Велико Търново               | 2     |           |
| 2010 – 11 | Владислав | „Б“ ОФГ Велико Търново               | 3     |           |
| 2012 – 13 | Владислав | А ОФГ Велико Търново-юг              | 9     |           |
| 2013 – 14 | Владислав | „Б“ ОФГ Велико Търново-южна подгрупа | 3     |           |
| 2014 – 15 | Владислав | „Б“ ОФГ Велико Търново-южна подгрупа | 6     |           |
| 2015 – 16 | Владислав | „Б“ ОФГ Велико Търново-южна подгрупа | 2     |           |
| 2016 – 17 | Владислав | „Б“ ОФГ Велико Търново-южна подгрупа | 2     |           |
| 2017 – 18 | Владислав | „Б“ ОФГ Велико Търново-южна подгрупа | 3     |           |
| 2018 – 19 | Владислав | „Б“ ОФГ Велико Търново-южна подгрупа | 5     |           |